# Phyllobioides rugifrons
Phyllobioides rugifrons — вид долгоносиков-скосарей из подсемейства Entiminae.

## Описание
Жук длиной 3—4,5 мм. Имеет окраску от буро-жёлтого до тёмно-бурого. Надкрылья спереди в полуприжатых, сзади более приподнятых волосках. Голова более конусовидная, головотрубка почти параллельносторонняя, спинка её между основаниями усиков сильно приподнята, более чем в два раза уже лба. Лоб тонко продольно штрихованный. Надкрылья овальной формы, более или менее параллельносторонние. Усики толстые, 4—7-й сегменты их жгутика резко поперечные, восьмой не уже булавы.

## Экология
Обитает в подстилке.